# フレッド・ロッサー
フレッド・ロッサー（Fred Rosser、1983年11月2日 - ）は、アメリカ合衆国の男性プロレスラー。ニュージャージー州ユニオンシティ出身。新日本プロレス所属。フルネームはフレデリック・ダグラス・ロッサー三世（Frederick Douglas Rosser III）。

## 来歴
2002年にカオティック・プロレスリングにてプロレスラーとしてデビュー。各インディ団体を回り、数々のタイトルを奪取した。
2009年、WWEとディペロップメント契約。傘下団体のFCWにてダレン・ヤング（Darren Young）のリングネームでデビュー。パーシー・ワトソンとサウスビーチ・パーティー・ボーイズ（The South Beach Party Boys）というタッグチームを結成し、トップへと成長。
2010年、ECWが放送終了となり、新設された番組であるNXTのシーズン1にルーキーとして参加。CMパンクをプロに迎え、第5位という結果で終わった。その後シーズン1のルーキーで結成されたネクサスの一員として暴れ回るが、サマースラム後のRAWでネクサス対WWE軍の続編として試合が組まれ、ヤングがシナに敗北。バレットが負けたメンバーは追放と警告していたため、ヤングは袋叩きにされてしまい、ネクサスから離脱となった。離脱後はフェイスターンし、RAWとSuperStarsに出場している。
しばらく登場する機会がなくなり、フェードアウトしたが2011年3月、NXTシーズン5に今までNXTに参加し、脱落したレスラーたちが再びNXTの頂点を目指すという名目で参戦することが決定。プロはチャボ・ゲレロ。序盤は好青年ギミックで、負けなしだったが、同じ負けなしのタイタス・オニールに連敗し、さらにチャボの指示でオニールの師匠ホーンスワグルと戦い、敗れたことで、ヒールターンし師弟ぐるみの抗争に入り、敗れる。その後チャボはWWEを離れ、さらに自身も一時的に出番を失っていた。復帰後は再びオニールやその親友となったパーシー・ワトソンに攻撃を仕掛け、抗争の後またしても敗れる。だが、オニールがヒールターンしたことで好意的に接し、タッグを組んで戦うようになる。一時はタミーナ・スヌーカをめぐって仲違いを起こすが、結局二人そろってSmackdown!へ昇格したことで仲を取り戻し、タッグチーム、プライムタイム・プレイヤーズ（Primetime Players）を結成。WWEタッグ王者であるコフィ・キングストン & Rトゥルースに挑戦するが惜敗。その後、ウーソズやプリモ & エピコに勝利してタッグ王座への再挑戦の権利を得たかと思われたものの、RAWのGMであるAJによってダニエル・ブライアン & ケインとの試合を組まれ敗戦。タッグ王座への挑戦権を失った。その後タッグ王座第一挑戦者決定のトーナメントでキングストン & トゥルースを破り準決勝進出。
中々結果を出せない時期が続いたものの、2013年8月にバイセクシュアルであったことを公表した事からPTPはフェイスターンすることになった。以降、プッシュされるようになり、ファンの後押しなども受けて9月15日、PPVであるNight of Champions 2013にてWWEタッグ王座挑戦権争奪タッグターモイルマッチに勝利し、タッグ王座を保持するザ・シールドに挑戦。善戦するも奪取するに至らなかった。
2014年1月31日、SmackDownにてライバクセル（ライバック & カーティス・アクセル）と対戦した際に連携ミスが起こってしまい敗戦。これに憤慨したオニールは試合後にヤングを襲撃してタッグの解消を告げて退場。2月16日、PPVのElimination Chamber 2014にてオニールと遺恨戦を行い敗北した。
解散後はジョバーでの活動が続き、怪我などもあり出場機会が減ったものの、TVショー復帰後のRAWで地元選手とのタッグでジ・アセンションと試合が組まれるも試合開始前に急襲され無効試合になったが、タイタスが駆けつけ、プライムタイム・プレイヤーズ再結成を果たした。
2015年6月14日、Money in the Bank 2015にてWWEタッグ王座を保持するニュー・デイ（ビッグ・E & エグザビアー・ウッズ）と対戦。最後にオニールがウッズにクラッシュ・オブ・タイタスを決めて勝利し、ベルトを奪取した。
2017年10月29日、WWEから解雇された事が発表された。
2020年9月、新日本プロレスがアメリカで収録している中継番組「NJPW STRONG」に初参戦。
2021年6月15日、自身のTwitter上で新日本プロレスと正式に契約したことを報告した。

## その他
- 2013年8月にゲイであることをカミングアウトしている[5][6]。

## 得意技

### フィニッシュ・ホールド
クロスフェイス・チキンウィング
2016年から使い始めたフィニッシャー。
チキンウィングフェイスロック。
マネージャーであるボブ・バックランドの代表的な技として知られ、バックランドに対して尊敬の念を込めて使用。
ガット・チェック
2011年から2016年まで使用したフィニッシャー。
相手をファイヤーマンズキャリーの状態に担ぎ上げてから落下と同時に自らの両膝を相手の腹部に当てる、変形ガットバスター。
ジェイミー・ノーブルが使用していたファイヤーマンズキャリー・ダブルニーガットバスターと同型技。
ヒートウェーブ
2011年まで使用したフィニッシャー。
相手の後ろからフルネルソンで掴み、そのまま横へフラップジャックの体勢で抱え上げてから相手はうつ向け状態で顔面からマットに叩き付ける技。
ボーンクラッシャー
インディー時代のフィニッシャー。ランニング・パワースラム
エメラルド・フロウジョン

### 打撃技
エルボー
エルボー・スタンプ
ローリング・エルボー
バックエルボー
ダイビング・エルボードロップ
バックハンド・チョップ
ナックル・パンチ
バックハンド・ブロー
クローズライン

### 投げ技
スープレックス
スーパープレックス
バック・スープレックス
通常、エプロンサイドで叩きつける。2種類を使用する。
ジャーマンスープレックス
ノーザンライト・スープレックス
オーバーヘッド・ベリー・トゥ・ベリー

### 連携技
ゲットー・ブラスター
タイタス・オニールとの合体技。オニールがバックブリーカーホールドで相手の動きを封じたところをヤングがダイビング・エルボードロップを決める。

## タイトル歴
新日本プロレス
- STRONG無差別級王座 : 1回（第2代）

WWE
- WWEタッグ王座 : 1回

w / タイタス・オニール
CW
- CWヘビー級王座 : 1回
- CWタッグ王座 : 1回

w / リック・フーラー
ECWA
- ECWAヘビー級王座 : 2回
- ECWAミッドアトランティック王座 : 1回

IWA
- IWAヘビー級王座 : 1回

NWS
- NWSタッグチーム王座 : 1回

w / ブルドッグ・コラー
IWF
- IWFヘビー級王座 : 2回
- トーナメント・オブ・チャンピオンズ 優勝 : 1回（2004年）
- コミッショナーズカップ・タッグチームトーナメント  優勝 : 3回（2003年、2004年、2006年）

w / ハドリアン
w / ケビン・ナイト
w / フランシス

## 入場曲
- Alien Works (Edit)
- Party On
- We Are One (12 Stones)
- One Two Three
- Move (Get In) (Woo Child)
- Making Moves (Sugar Tongue Slim)
- Great Again - 現在使用中